# باولوس موسز
باولوس موسز (بالإنجليزية: Paulus Moses)‏ مواليد 4 يونيو 1978، هو ملاكم محترف ناميبي يصنف ضمن فئة الوزن الخفيف.

## المسيرة الاحترافية
من نزالاته:
- انتصر على مزونكي فانا بالضربة الفنية القاضية (02-03-2013).
- انتصر على كاسيوس بالوي (28-07-2012).

## إحصائيات
خاض خلال مسيرته 47 نزالا، فاز في 40 ولم يتعادل وخسر في 6. فاز بالضربة القاضية في 25 نزالا.

## روابط خارجية
- باولوس موسز على موقع بوكس ريك (الإنجليزية) (registration required)